# Внимание, танки! История создания танковых войск
«Внимание, танки! История создания танковых войск» (нем. «Achtung — Panzer!» Die Entwicklung der Panzerwaffe, ihre Kampftaktik und ihre operativen Möglichkeiten, 1937) — книга, написанная бывшим генералом-полковником бронетанковых войск нацистской Германии Гейнцем Гудерианом. На русский язык перевод был осуществлён в 2005 году О. Ю. Мыльниковой.
В книге детально описывается возникновение танковых войск, вооружении и особенностях боевого применения этих машин, сложностях и ошибках в их использовании, их применение в Первой мировой войне и после неё, вплоть до конца 1930-х годов. Также автор описывает ход трех масштабных военных операций - прорыва во Францию, наступления на Советский Союз и долгого отступления из России в 1943-1945 годах. Идеи, предложенные Гейнцем Гудерианом в его рассуждениях насчёт применения танков, впоследствии кардинально повлияли на тактику их использования Германией во Второй мировой войне.